# Saksahań

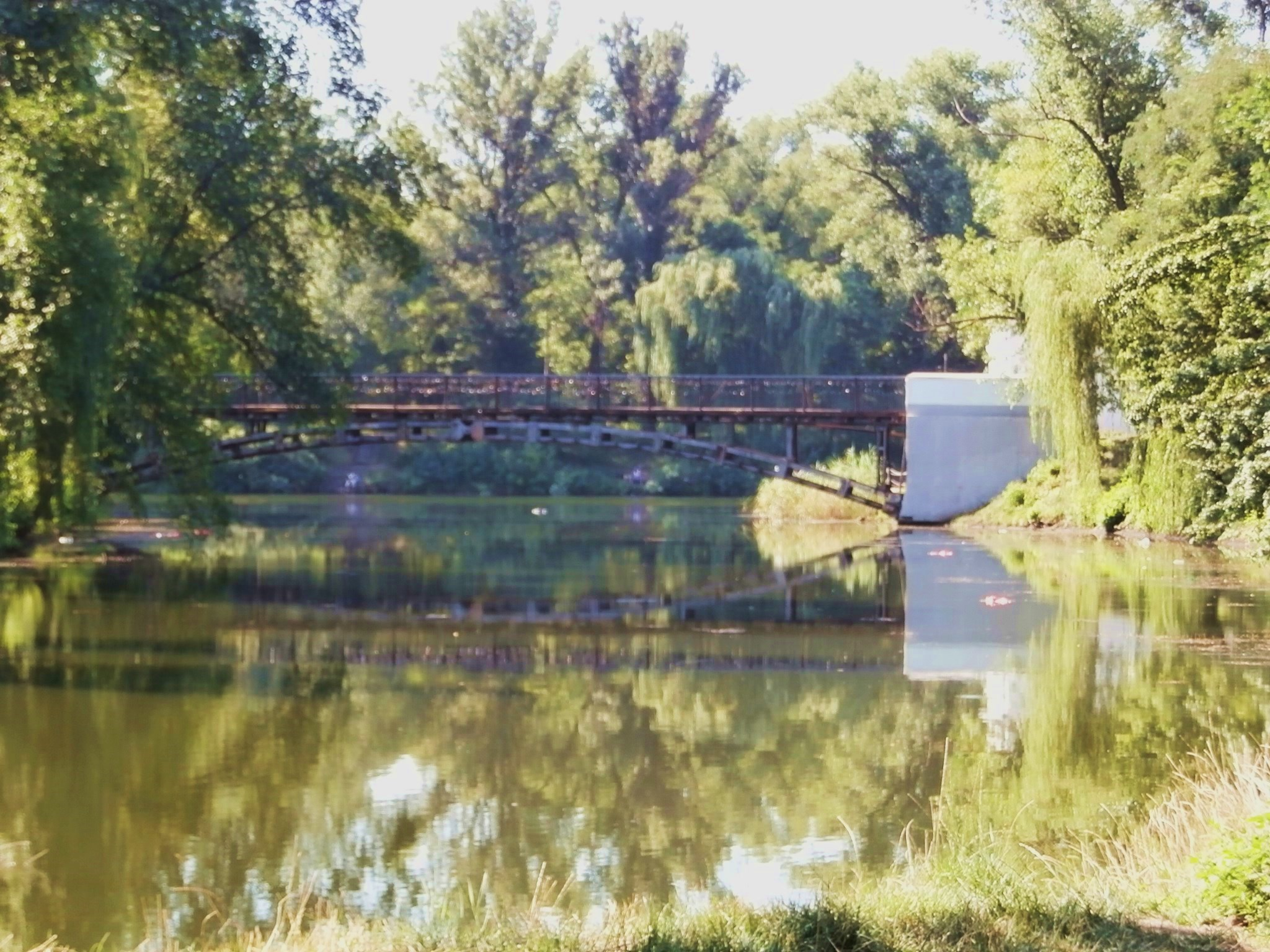

Saksahań (ukr. Саксагань Saksahań) – rzeka na Ukrainie, lewy dopływ Ingulca.
Płynie w południowo–wschodniej części Wyżyny Naddnieprzańskiej. Ma długość 144 km, i powierzchnię dorzecza 2025 km². Przy ujściu do Ingulca znajduje się miasto Krzywy Róg.